# سيباستيان كوردا
سيباستيان كوردا (بالإنجليزية: Sebastian Korda)‏ هو لاعب كرة مضرب أمريكي، ولد في 2 يوليو 2000 في برادنتون في الولايات المتحدة.

## وصلات خارجية
- سيباستيان كوردا على موقع رابطة محترفي التنس (الإنجليزية)
- سيباستيان كوردا على موقع الاتحاد الدولي لكرة المضرب (الإنجليزية)
- سيباستيان كوردا على موقع كأس ديفيز (الإنجليزية)
- سيباستيان كوردا على موقع خلاصة التنس.كوم (الإنجليزية)
- سيباستيان كوردا على موقع إي إس بي إن.كوم (الإنجليزية)